# Amathusia eutropius
Amathusia eutropius är en fjärilsart som beskrevs av Hans Fruhstorfer 1911. Amathusia eutropius ingår i släktet Amathusia och familjen praktfjärilar. Inga underarter finns listade i Catalogue of Life.